# سیارک ۱۷۶۶
سیارک ۱۷۶۶ (به انگلیسی: 1766 Slipher، نامگذاری:1962RF) هزار و هفتصد و شصت و ششمین سیارک کشف شده‌است که در ۷ سپتامبر ۱۹۶۲ کشف شد.
قدر مطلق سیارک برابر ۱۱٫۷۰ است.